# UNU' (formație)
UNU' este o formație românească de muzică electronică, unul dintre primele proiecte de acest gen din România, având ca membri fondatori pe Bogdan Popoiag și Dan Griober.

## Componență
- Bogdan Popoiag (n. 31 martie 1982)
- Dan Griober (n. 22 mai 1981)

## Activitate
Popoiag și Griober s-au cunoscut in 1996, la Slobozia, si au colaborat sub titulatura Hard Breakbeat (Hard B). Până în anul 2002, au produs cinci albume, care însă nu au fost lansate pe piață. În 1999, formația semnează primul contract cu o casă de discuri și câștigă detașat competiția “In Za House” lansată de canalul muzical Atomic TV.
În 2002, trupa Hard B își schimbă numele în Unu' și face o selecție din cele cinci albume nelansate, lansând în luna octombrie primul album al formației, album care poartă numele trupei și care cuprinde 15 piese. Albumul este  precedat de sigle-ul "Cântec pentru sănătatea ierbii" un remake dupa o piesă din 1984 semnată George Nicolescu care și apare în noua versiune. Pe albumul de debut sunt colaborări cu artiști precum Junkyard (Șuie Paparude), Dan Amariei (Omul cu Șobolani), Dru Klein și Alexandra Ungureanu.
Albumul de debut aduce și un premiu MTV (Romanian Music Awards), în 2003, premiul pentru cel mai bun debut "MTV – Best New Act".
A urmat o perioada de concerte sub forma de LIVE Band colaborând cu numeroși artiști din industria muzicii electronice autohtone. De asemenea cei doi producători s-au remarcat cu remixuri și single-uri pentru artiștii autohtoni și internaționali.
În 2004, membrii trupei încep proiecte separate, Dan Griober urmând a-și semna muzica sub numele de “Audionesimtire” și “Dan Habarnam”.
Din 2006, toate productiile UNU' sunt semnate de Bogdan Popoiag, acesta făcându-și prezența pe numeroase scene ca DJ, mixând pe ritmuri de breakbeat, Drum and bass și dubstep sub numele de UNU' (dj set).

## Discografie
CD:
1. UNU' (The Album) - Media Services/Sony Music Romania/Cat Music

### Tracklist
1. Am Greșit Puțin (featuring Alexandra) -3:28
2. Fostul (Remix) -3:41
3. Cântec Pentru Sănătatea Ierbii Vs. George Nicolescu -3:40
4. Bring The House -3:19
5. Interludiu 1 -1:37
6. Vino Să Te Strâng În Brațe -3:38
7. (15:53) În Paranteză -4:07
8. Interludiu 2 -1:40
9. Lumea Visează feat. Alexandra Ungureanu -3:54
10. Șlagăr După Lagăr feat. Junkyard -3:36
11. Interludiu 3 -2:50
12. The Jam feat. Dru Klein -2:38
13. Mellowswing -2:41
14. Interludiu 4 -1:34
15. Ține Pasul Cu Mine feat. Dan (O.C.S.) -3:43